# Broad Sound Islands National Park
Broad Sound Islands National Park är en park i Australien. Den ligger i delstaten Queensland, omkring 690 kilometer nordväst om delstatshuvudstaden Brisbane. Den ligger på ön Wild Duck Island.
Trakten är glest befolkad. Det finns inga samhällen i närheten.
Savannklimat råder i trakten. Genomsnittlig årsnederbörd är 1 003 millimeter. Den regnigaste månaden är mars, med i genomsnitt 207 mm nederbörd, och den torraste är augusti, med 19 mm nederbörd.